# Handleyomys
Handleyomys es un género de roedores que pertenecen a la tribu Oryzomyini de la familia Cricetidae, nativos de América Central y Sudamérica.

## Especies
Según Mammal Species of the World:
- Handleyomys fuscatus
- Handleyomys intectus

Según NCBI:
- Handleyomys alfaroi
- Handleyomys chapmani
- Handleyomys guerrerensis
- Handleyomys intectus
- Handleyomys melanotis
- Handleyomys rostratus
- Handleyomys saturatior

Además, la IUCN reconoce a:
- Handleyomys rhabdops